# 존 미들턴
존 미들턴(영어: John Middleton, 1578년 ~ 1623년)은 잉글랜드 왕국의 280cm를 넘는 거인으로 알려져 있는 인물이다.

## 주요 이력
1578년 잉글랜드 왕국 헤일에서 태어났다. 그는 282cm로 성장하였기에 키가 너무 커서 집에서 긴 몸으로 창문을 발을 내밀리면서 수면을 취하였다. 그의 크기와 힘때문에 보안관 길버트 아일랜드, 경호원으로 일을 하였으며 잉글랜드 왕국의 옥스퍼드의 브레이지노스 대학을 방문하여 그의 초상화를 그린 것으로 알려졌다. 그는 불행으로 질투를 하고 느린 순발력으로 이용하면서 동료들은 돌아가는 길에 밀려나여서 마을로 돌아와서 가난하게 1623년에 생을 마감하였다.
그는 정확한 키가 아니라는 이야기도 있었서 공식 인물로 기네스북에서 인정을 받지 못하였다. 지금까지도 전세계에서 가장 키 큰 사람으로 알려져 있는 인물은 로버트 워들로 (272cm)이다.